# Goede tijden, slechte tijden (seizoen 13)
Het dertiende seizoen van Goede tijden, slechte tijden startte op 2 september 2002. Het seizoen werd elke werkdag uitgezonden op RTL 4. In juli 2015 werd het volledige seizoen uitgebracht op dvd.

## Rolverdeling

### Aanvang
Het dertiende seizoen telde 215 afleveringen (aflevering 2351–2565)
| Acteur              | Personage               | Afleveringen                                   |
| ------------------- | ----------------------- | ---------------------------------------------- |
| Jette van der Meij  | Laura Selmhorst         | Hele seizoen                                   |
| Wilbert Gieske      | Robert Alberts          | Hele seizoen                                   |
| Bartho Braat        | Jef Alberts             | 2351–2501, 2527–2565 (met kleine onderbreking) |
| Wik Jongsma         | Govert Harmsen          | 2351–2469                                      |
| Sabine Koning       | Anita de Jong           | 2351–2469                                      |
| Caroline De Bruijn  | Janine Elschot          | Hele seizoen                                   |
| Ferri Somogyi       | Rik de Jong             | 2351–2378, 2432–2437, 2460–2469                |
| Erik de Vogel       | Ludo Sanders            | Hele seizoen                                   |
| Bas Muijs           | Stefano Sanders         | 2351–2548 (met kleine onderbreking)            |
| Charlotte Besijn    | Barbara Alberts         | Hele seizoen                                   |
| Aukje van Ginneken  | Charlie Fischer         | 2351–2388, 2431–2565 (met kleine onderbreking) |
| Victoria Koblenko   | Isabella Kortenaer      | Hele seizoen                                   |
| Jeroen Biegstraaten | Gijs Bentz van den Berg | 2351–2384                                      |
| Daan Roelofs        | Job Zonneveld           | 2351–2405, 2467–2469                           |
| Liesbeth Kamerling  | Daantje Mus             | 2351–2500                                      |
| Hugo Metsers        | Marcus Sanders          | 2351–2439                                      |
| Winston Post        | Benjamin Borges         | Hele seizoen                                   |
| Anouk van Nes       | Roxy Belinfante         | 2351–2451                                      |
| Koert-Jan de Bruijn | Dennis Tuinman          | Hele seizoen                                   |

### Nieuwe rollen
De rollen die in de loop van het seizoen werden geïntroduceerd als belangrijke personages
| Acteur            | Personage       | Afleveringen |
| ----------------- | --------------- | ------------ |
| Wouter de Jong    | Milan Verhagen  | 2360–2565    |
| Fajah Lourens     | Yasmin Fuentes  | 2381–2565    |
| Elle van Rijn     | Valerie Fischer | 2459–2565    |
| Geert Hoes        | Morris Fischer  | 2487–2565    |
| Maria Kooistra    | Pascale Berings | 2490–2565    |
| Sebastiaan Labrie | Ray Groenoord   | 2505–2565    |
| Inge Schrama      | Sjors Langeveld | 2534–2565    |
| Inge Ipenburg     | Martine Hafkamp | 2565         |

### Bijrollen
| Acteur                | Personage       | Afleveringen                               |
| --------------------- | --------------- | ------------------------------------------ |
| Elly de Graaf         | Rosa Gonzalez   | 2351–2352, 2402–2484, 2504–2511, 2532–2561 |
| Caroline De Bruijn    | Sophia Sanders  | 2351–2358                                  |
| Mark Kleuskens        | Marco Bruintjes | 2351                                       |
| Rop Verheijen         | Robin Visser    | 2352–2366, 2445, 2481–2510                 |
| Lizelotte van Dijk    | Annemiek        | 2352-2366                                  |
| Lilian van den Berg   | Hans Mus        | 2351-2380                                  |
| Robin van der Velden  | Jan Eerdmans    | 2353–2371                                  |
| Celia van den Boogert | Marjan Verhagen | 2360–2390                                  |
| Martin van Steijn     | Mickey Lammers  | 2378–2465                                  |
| Bennie den Haan       | Remco Terhorst  | 2387–2501                                  |
| Lieke van Lexmond     | Charlie Fischer | 2392–2430                                  |
| Rick Engelkes         | Simon Dekker    | 2440–2503                                  |
| Tasio Ferrand         | Tony Fuentes    | 2443–2513                                  |
| Nienke Westerhof      | Esther Salee    | 2453–2503                                  |
| Yoka Verbeek          | Tracey Gould    | 2508–2527                                  |
| Edwin van der Kooij   | Henk Smulders   | 2518-2559                                  |